# بيتر بينيت (ممثل)
بيتر بينيت (بالإنجليزية: Peter Bennett)‏ هو ممثل بريطاني (وحمل سابقاً جنسية المملكة المتحدة لبريطانيا العظمى وأيرلندا)، ولد في 17 سبتمبر 1917 في المملكة المتحدة، وتوفي في 23 ديسمبر 1989.

## وصلات خارجية
- بيتر بينيت على موقع IMDb (الإنجليزية)
- بيتر بينيت على موقع أول موفي (الإنجليزية)
- بيتر بينيت على موقع قاعدة بيانات برودواي على الإنترنت (الإنجليزية)
- بيتر بينيت على موقع قاعدة بيانات الفيلم (الإنجليزية)
- بيتر بينيت على موقع كينوبويسك (الروسية)